# 国立二十一世纪艺术博物馆
国立二十一世纪艺术博物馆（義大利語：Museo nazionale delle arti del XXI secolo，簡稱MAXXI）是意大利罗马的一个关于当代艺术和建筑的国家博物馆，位于弗拉米尼奥街区。该博物馆由意大利文化遗产部创建的基金会管理。它由扎哈·哈迪德设计，致力于艺术和建筑的实验和创新。

## 历史
该项目于2000年开始，历时10年才完成，在此期间意大利国家政府已经发生了六次变化。
英国皇家建筑师协会将2010年的第15届斯特林建筑奖授予MAXXI。该奖项每年授予在英国建造或设计，对英国建筑的发展作出重大贡献的最佳欧洲新建筑。《卫报》也将其称为“哈迪德至今最优秀的作品”，是“适合与罗马的古代奇迹在一起的一件杰作”。

## 外部連結
- 官方网站（意大利文）（英文）